# Азановское сельское поселение
Азановское сельское поселение — муниципальное образование (сельское поселение) в составе Медведевского района Марий Эл Российской Федерации.
Административный центр поселения — село Азаново.

## История
Азановский сельский совет был образован в 1921 году.
Статус и границы сельского поселения установлены Законом Республики Марий Эл от 18 июня 2004 года № 15-З «О статусе, границах и составе муниципальных районов, городских округов в Республике Марий Эл».

## Население
| 2010  | 2011  | 2012  | 2013  | 2014  | 2015  | 2016  |
| ----- | ----- | ----- | ----- | ----- | ----- | ----- |
| 2075  | ↗2076 | ↘2032 | ↘2019 | ↘1980 | ↗1986 | ↘1971 |
| 2017  | 2018  | 2019  | 2020  | 2021  | 2023  |       |
| ↘1952 | ↘1941 | ↘1913 | ↘1874 | ↘1851 | ↘1783 |       |

## Состав сельского поселения
В состав сельского поселения входят 9 деревень и 1 село:
| №  | Населённый пункт | Тип населённого пункта       | Население |
| -- | ---------------- | ---------------------------- | --------- |
| 1  | Азаново          | село, административный центр | ↘1768     |
| 2  | Бахтиарово       | деревня                      | ↘34       |
| 3  | Выползово        | деревня                      | →0        |
| 4  | Кельмекеево      | деревня                      | →8        |
| 5  | Ключевая         | деревня                      | ↘24       |
| 6  | Нердашево        | деревня                      | ↘48       |
| 7  | Пайгишево        | деревня                      | →1        |
| 8  | Петриково        | деревня                      | ↘28       |
| 9  | Петяково         | деревня                      | ↘73       |
| 10 | Яндушево         | деревня                      | →75       |